# Bocatoma
Bocatoma är en ort i Mexiko.   Den ligger i kommunen Comonfort och delstaten Guanajuato, i den centrala delen av landet, 220 km nordväst om huvudstaden Mexico City. Bocatoma ligger 1 788 meter över havet och antalet invånare är 317.
Terrängen runt Bocatoma är kuperad åt nordost, men åt sydväst är den platt. Runt Bocatoma är det tätbefolkat, med 790 invånare per kvadratkilometer. Närmaste större samhälle är Celaya, 18,4 km söder om Bocatoma. Omgivningarna runt Bocatoma är en mosaik av jordbruksmark och naturlig växtlighet.